# Contraband (jogo eletrônico cancelado)
Contraband foi um futuro jogo de ação e aventura com foco em jogabilidade cooperativa, desenvolvido pela Avalanche Studios e publicado pela Xbox Game Studios. O jogo foi anunciado oficialmente durante o evento Xbox & Bethesda Games Showcase em 13 de junho de 2021.
Foi anunciado pela a Avalanche Studios que o projeto foi cancelado em 7 de agosto de 2025 através da conta da conta do estúdio no X (antigo Twitter).

## Enredo
O jogo era ambientado na década de 1970, em um mundo fictício chamado Bayan. A proposta envolve um cenário de contrabando e crime organizado, onde os jogadores assumem o papel de contrabandistas em operações perigosas e elaboradas. Os objetivos incluem transporte ilegal de cargas, fugas estratégicas e confrontos com forças oponentes, em uma ambientação inspirada por regiões exóticas e cheias de segredos.

## Desenvolvimento
Contraband estava sendo desenvolvido pela Avalanche Studios, conhecida pela franquia Just Cause. O jogo estava sendo criado com a tecnologia proprietária da empresa, a Apex Engine, que possibilita a construção de vastos ambientes de mundo aberto, destrutíveis e altamente detalhados.
O projeto é uma colaboração direta com a Xbox Game Studios, sendo exclusivo para Xbox Series X/S e Windows, estava planejado para ser lançado diretamente no serviço Xbox Game Pass.